# The Magic World of Italy
The Magic World of Italy è un album discografico di raccolta a nome di The Di Mara Sisters, Al Caiola e Lou Monte, pubblicato dalla casa discografica Roulette Records nella primavera del 1964.
Si tratta di una compilation di tre differenti nomi della musica Italo-statunitense; un gruppo vocale (The Di Mara Sisters, composto dalle sorelle Lillian Di Mara, Marisa Di Mara e Rose Di Mara), il chitarrista Al Caiola ed il cantante Lou Monte, interpretano nel loro stile alcuni classici della melodia italiana.

## Tracce
Lato A
1. Mal a femme (Always You) (Lou Monte) – 3:03 (Totò; adattamento in lingua inglese di: Johnny Mario, Walter Gary, James J. Kriegsmann)
2. Al di là (Di Mara Sisters) – 2:17 (Mogol, Carlo Donida; adattamento lingua inglese di Ervin Drake)
3. Anema e core (Al Caiola) – 2:57 (Tito Manlio, Salve D'Esposito)
4. Stella d'amore (Star of Love) (Lou Monte) – 2:15 (Ray Allen, Sam Saltzberg, Wandra Merrell)
5. La paloma (The Dove) (Di Mara Sisters) – 3:02 (Sebastián DeYradier; adattamento in lingua inglese di: Marjorie Harper)
6. Luna rossa (Al Caiola) – 2:57 (Vincenzo De Crescenzo, Antonio Vian; adattamento di: Kermit Goell)

Lato B
1. Arrivederci Roma (Di Mara Sisters) – 2:35 (Pietro Garinei, Sandro Giovannini, Renato Rascel; adattamento in lingua inglese di: Carl Sigman)
2. Innamorata (Sweetheart) (Lou Monte) – 2:41 (Jack Brooks, Harry Warren)
3. Chitarra romana (Al Caiola) – 2:25 (Eldo Di Lazzaro, Bruno Cherubini; adattamento di: Marjorie Harper)
4. Dominick the Donkey (Lou Monte) – 2:27 (Sam Saltzberg, Ray Allen, Wandra Merrell)
5. Santa Lucia (Di Mara Sisters) – 2:15 (Teodoro Cottrau; arrangiamento di: Tony Dannon)
6. 'O marenariello (I Have But One Heart) (Al Caiola) – 1:57 (Gennaro Ottaviano, Salvatore Gambardella; adattamento e traduzione di: Symes, Farrow)

## Musicisti
- The Di Mara Sisters - voce, accompagnamento vocale, cori (brani: Al di là, La paloma, Arrivederci Roma e Santa Lucia)
- Al Caiola - chitarra, arrangiamenti (brani: Anema e core, Luna rossa, Chitarra romana e 'O marenariello)
- Lou Monte - voce (brani: Mal a femme (Always You), Stella d'amore (Star of Love), Innamorata (Sweetheart) e Dominick the Donkey)